# Félix Polak
Pour les articles homonymes, voir Polak.
Félix Polak, né le 10 mai 1864 à Paris et mort le 18 août 1936 à Ancenis, est un peintre français.

## Biographie
Félix Sigismond Polak est le fils de Maurice Polak, commissionnaire en marchandises et de Caroline Koch.
Élève d'Eugène Thirion, de Luc-Olivier Merson, d'Alfred Boucher et de Ferdinand Humbert, il expose au Salon à partir de 1886. En 1909, il y obtient une mention honorable.
Son père, peintre également, est trésorier de la Société libre des Artistes français.
En 1892, il épouse la peintre Gabrielle Delphine Billié.
En 1914, il soutient une thèse à l'école du Louvre : L'évolution du paysage dans la peinture française.
En 1923, il remplace Emmanuel Fougerat parti au Canada, et tient le poste de directeur de l'École des beaux-arts de Nantes.
Il signe de nombreux articles ayant trait à l'Art, parus dans la presse, notamment Le Phare de la Loire.
En secondes noces, il épouse en 1935, à Ancenis, Jeanne Marie Mathurine Tinévez.
Il meurt à Ancenis à l'âge de 72 ans.